# Crocevia (album)
Crocevia è il quarto album in studio del gruppo musicale italiano La Crus, pubblicato nel 2001.

## Descrizione
L'album, pubblicato dall'etichetta discografica Wea, è composto esclusivamente di cover reinterpretate nello stile del gruppo. Sono intervenuti alcuni ospiti come Manuel Agnelli e Patty Pravo in Pensiero stupendo e Samuele Bersani in L'illogica allegria.
Dall'album è stato estratto il singolo Via con me.

## Tracce
1. Estate – 4:25 – (di Bruno Martino, portata al successo nel 1960)
2. Pensiero stupendo – 4:20 – (scritta da Ivano Fossati e Oscar Prudente ed interpretata da Patty Pravo)
3. Tutto fa un po' male – 4:16 – (degli Afterhours presente nell'album Non è per sempre)
4. Insieme mai – 4:20 – (di Nada)
5. Annarella – 4:22 – (dei CCCP Fedeli alla linea presente su Epica Etica Etnica Pathos)
6. Via con me – 3:37 – (di Paolo Conte)
7. E penso a te – 3:46 – (di Mogol/Battisti)
8. Giugno '73 – 3:48 – (di Fabrizio De André)
9. L'illogica allegria – 3:29 – (di Giorgio Gaber)
10. Un giorno dopo l'altro – 3:42 – di Luigi Tenco
11. La costruzione di un amore – 4:51 – scritta da Ivano Fossati per Mia Martini
12. Vorrei incontrarti – 4:06 – di Alan Sorrenti presente nell'album Aria
13. Ricordare – 4:05 – scritta da Ennio Morricone per la colonna sonora del film Una pura formalità di Giuseppe Tornatore

Durata totale: 53:07

## Formazione
- Mauro Ermanno Giovanardi
- Cesare Malfatti
- Alex Cremonesi